# Michael Cartellone
Michael Cartellone (Solon (Ohio), 7 juni 1962) is een Amerikaanse muzikant en kunstenaar. Hij was een van de oprichters van Damn Yankees en is de huidige drummer van Lynyrd Skynyrd (1999-heden).

## Leven en werk
Michael Cartellone is de voormalige drummer van Damn Yankees (1989-1996, 1998-2001) en voormalige drummer voor Accept (1996). Nadat Damn Yankees uit elkaar was gegaan, werkte Cartellone als toerdrummer voor Ted Nugent en later voor John Fogerty, voordat hij lid werd van Lynyrd Skynyrd.
Cartellone heeft een grote verscheidenheid aan artiesten begeleid, zowel op tournee als in de studio, waaronder Adrian Belew, Jack Blades (na de ontbinding van Damn Yankees), Cher, John Fogerty, Peter Frampton, Brad Gillis, Wolf Hoffmann, Eddie Jobson, Freddie Mercury, Tommy Shaw (eerder en na de formatie van Damn Yankees), Shaw Blades, Joe Lynn Turner en John Wetton.
Ook  drumde Michael Cartellone op het album van voormalig Faith No More-zanger Chuck Mosley in 2009, Will Rap Over Hard Rock for Food.
Hij is daarnaast een ervaren schilder. Tevens is hij fervent fan van Charlie Chaplin en van de Cleveland Indians.

## Discografie
Damn Yankees
- Damn Yankees, 1988
- Don’t tread, 1992
- Extended versions, 2008

Freddie Mercury
- "In My Defence", The Great Pretender, 1992

Vince Neil
- " You’re invited but your friends can’t come ", Encino Man (muziek uit de originele filmsoundtrack), 1992

Brad Gillis
- Gilrock Ranch, 1993

John Wetton
- Battle Lines, 1994
- The Studio Recordings Anthology, 2015

Shaw Blades
- Hallucinatie, 1995

Accept
- Predator, 1996

Peter Frampton
- " The Frightened City ", Twang! - A Tribute To Hank Marvin & The Shadows 1996

Wolf Hoffmann
- Classical, 1997

Lynyrd Skynyrd
- Edge of Forever, 1999
- Christmas Time Again, 2000
- Vicious Cycle, 2003
- Lynyrd Skynyrd Lyve: The Vicious Cycle Tour, 2004
- God & Guns, 2009
- Live from Freedom Hall, 2010
- Last of a Dyin' Breed, 2012
- Pronounced 'Lĕh-'nérd 'Skin-'nérd & Second Helping Live From Jacksonville At The Florida Theatre, 2015

Steve Fister
- Age of Great Dreams, 1999

Jack Blades
- Jack Blades, 2004

Joe Lynn Turner
- Second Hand Life, 2007

Joe Bouchard
- Jukebox in My Head, 2009

Chuck Mosley
- Will Rap Over Hard Rock for Food, 2009